# Dressing

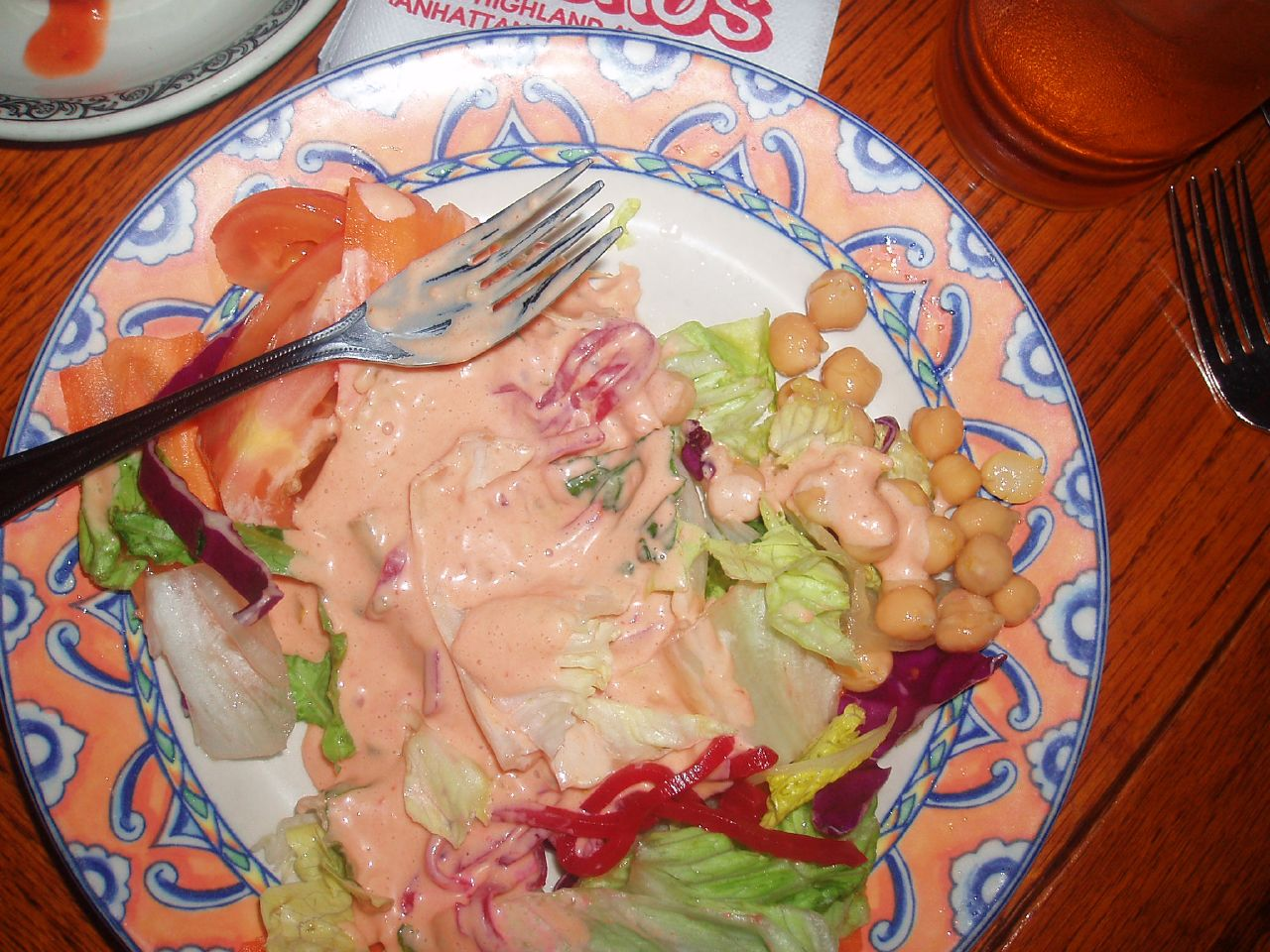
Een salade met Thousand Island-dressing

Een dressing is een soort saus die gebruikt wordt over een salade. Het doel is de salade als geheel smakelijker te maken.
Een dressing bestaat meestal uit een combinatie van olie, water, citroensap of azijn en kruiden. Aangezien olie en water niet mengen, wordt voor een langer houdbare dressing een emulgator toegevoegd, zodat een emulsie ontstaat. Een emulgator is bijvoorbeeld eigeel. Om die reden worden in een dressing soms ook andere sauzen, zoals mayonaise en mosterd toegevoegd.
Voor zure dressing wordt vaak azijn of citroensap gebruikt. Voor een zoute dressing wordt (uiteraard) zout toegevoegd en voor een zoete dressing suiker of honing.
Aan vetarme dressings wordt vaak een verdikkingsmiddel toegevoegd.